# Gränskontroll

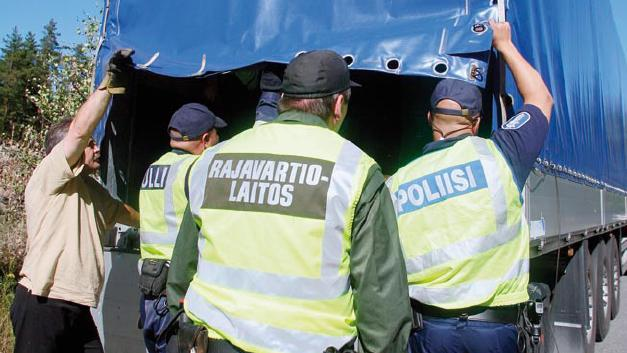
Tjänstemän från det finländska tullverket, gränsbevakningen och polisen genomför fordonskontroll 2006.

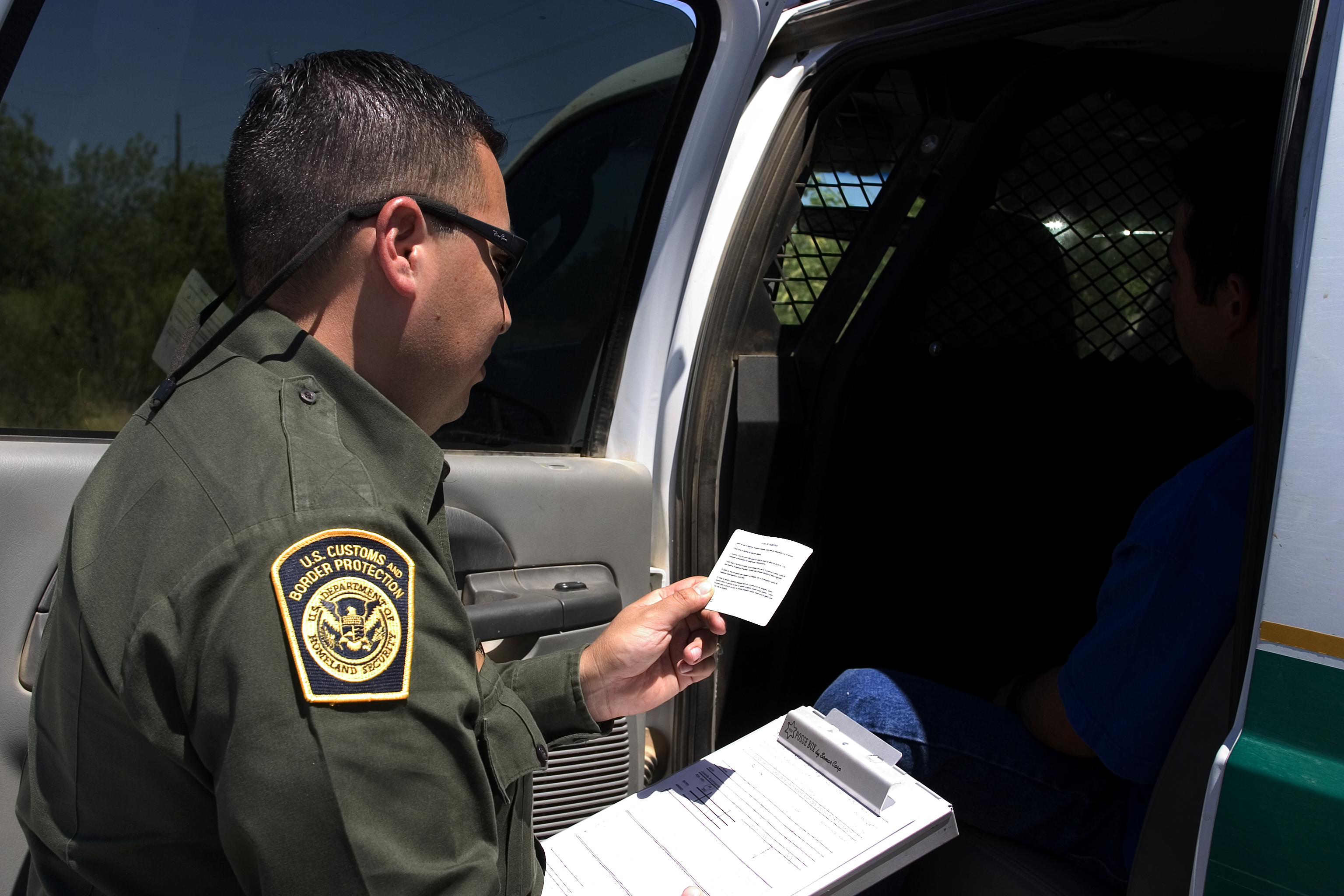
Tjänsteman från den amerikanska gräns- och tullbevakningen (United States Customs and Border Protection) 2007.

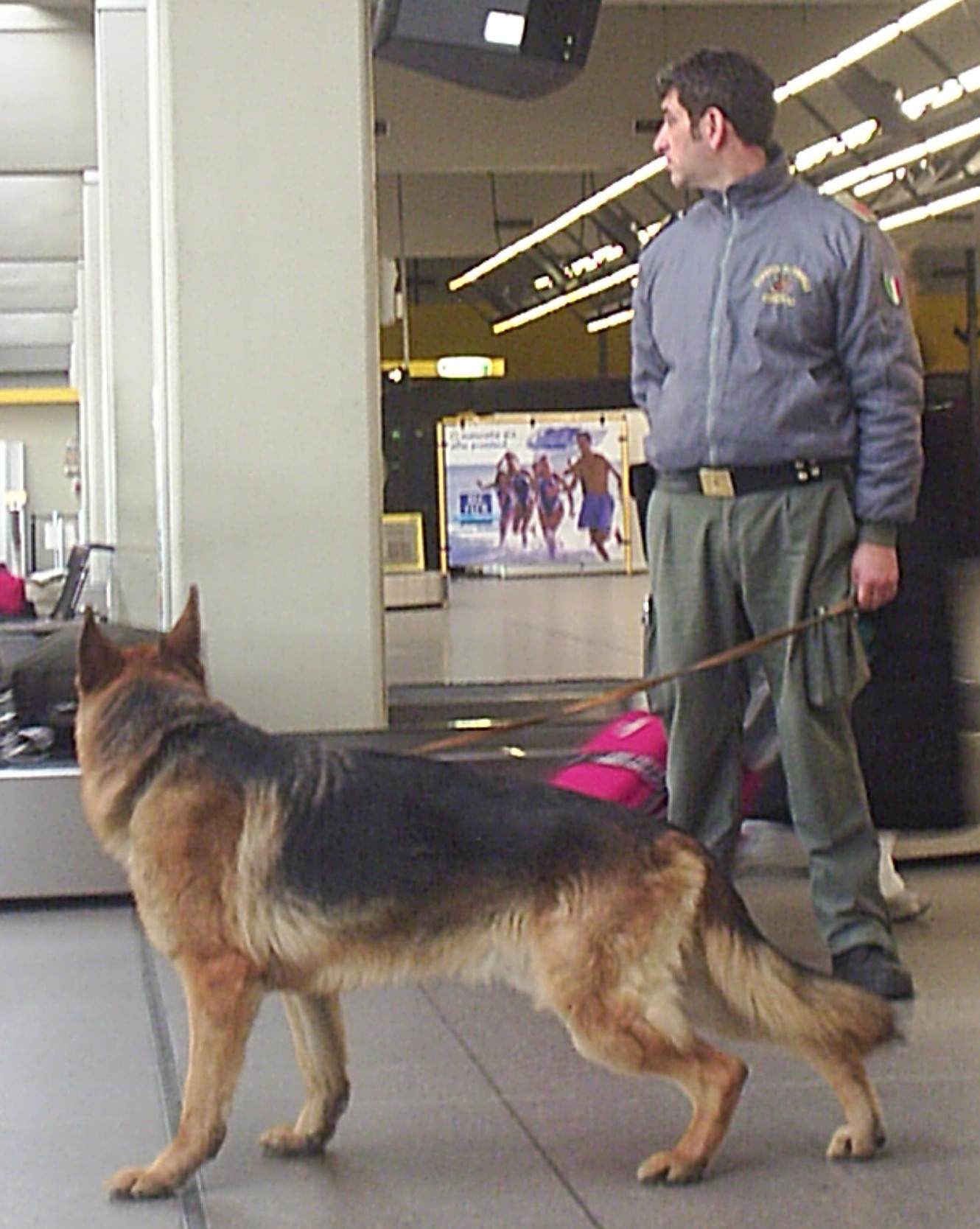
Hundpatrull från Guardia di Finanza på Milano-Malpensa flygplats 2008.

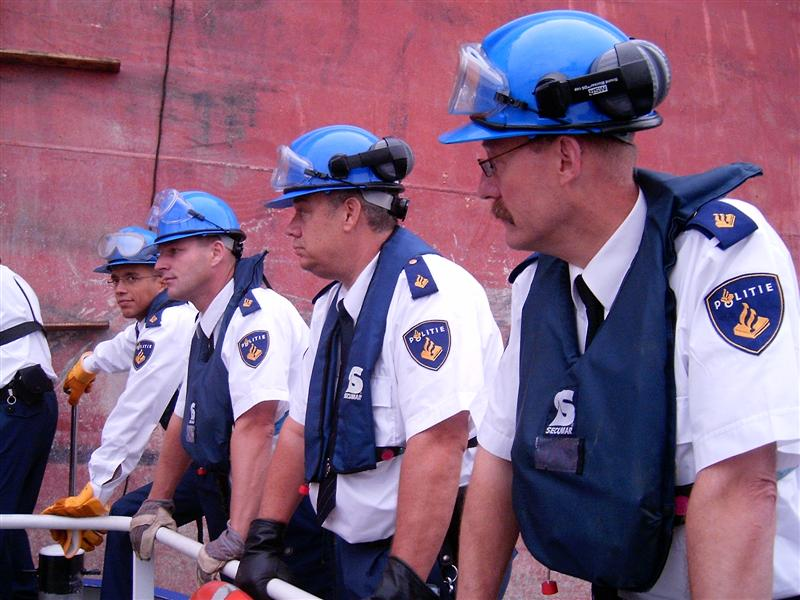
Nederländsk gränspolis.

Gränskontroll är verksamhet vid en gräns som uteslutande bedrivs för att kontrollera och reglera flödet av personer och varor in i eller ut ur ett område, vanligtvis en stat. Gränskontroller innefattar dels in- och utresekontroller, dels gränsövervakning. In- och utresekontroller sker vid särskilt utsedda gränsövergångsställen, där passage av personer och varor tillåts över gränsen. Gränsövervakning innefattar all typ av övervakning som syftar till att hindra olaglig passage av personer och varor över gränsen utanför gränsövergångsställena.
Syftet med gränskontroller är att upprätthålla statens territoriella och fiskala suveränitet. Den territoriella suveräniteten upprätthålls genom kontroll och övervakning av persontrafiken för att förhindra illegal invandring, människosmuggling, trafficking, terrorism och internationell organiserad brottslighet. Den fiskala suveräniteten upprätthålls genom kontroll och övervakning av varutrafiken för att ta upp skatter och avgifter, förhindra smuggling av skatte- och avgiftspliktiga varor samt kontraband som narkotika och vapen. I utvidgad mening omfattar gränsbevakning allt som görs över hela statsterritoriet för att upprätthålla den territoriella och fiskala suveräniteten. 
Personkontroll och personövervakning är vanligen organiserad enligt en av två huvudprinciper, antingen med en särskilt organiserad militär eller paramilitär gränsbevakning, eller med den civila polisen som huvudansvarig. Tullkontroll och tullövervakning sker vanligen genom tullmyndigheter vid tullstationer och genom tullfiskal gränsövervakning.
Efter 11 september-attackerna har dock olika former av integrerade gränsförvaltningar tillkom i flera länder; myndigheter som utför uppgifter avseende både personkontroll- och varukontroll både vid statsgränsen och över hela statsterritoriet. Inom EU finns ett utvidgat gränssamarbete enligt Schengenregelverket och en gemensam gränsbevakningsmyndighet, Frontex.

## Danmark
- Gränskontroll utförs av polisen.
- Utlänningskontroll utförs av polisen.

Danmark saknar yttre Schengenlandgräns och gränskontroll sker endast vid flygplatser och hamnar, samt vid sjögränsen. Danmark saknar kustbevakning och marinen bistår därför polisen med gränsövervakning av sjögränsen.
Danmark införde ändå i januari 2016 tillfälliga gränskontroller mot Tyskland.

## Finland
I Finland finns en särskild militär gränsbevakning, Gränsbevakningsväsendet, som operativ är underställd Inrikesministeriet. Vid sidan av denna finns tullverkets gränskontroll.

## Italien
- Gränskontroll, gränsövervakning och tullövervakning handhas av den italienska finanspolisen, Guardia di Finanza.
- Tullkontrollen sköts av den italienska tullmyndigheten - Agenzia delle Dogane.

## Nederländerna
- Gränskontroller och gränsövervakning i Rotterdam, Maasluis, Vlaardingen och Schiedam utförs av den nederländska polisen.
- Gränskontroll och gränsövervakning i övriga landet utförs av Koninklijke Marechaussee, det nederländska gendarmeriet; en militär myndighet operativt underställd justitieministeriet.

## Norge
Gränskontroll utförs vid godkända gränsövergångsställen. Personkontroll utförs av polisen medan varukontroll utförs av tullverket. Övrig kontroll kan vid behov utföras av veterinärmyndigheterna och bilinspektionen.
Civil gränsövervakning är oreglerad i norsk lagstiftning. Militär och civil gränsövervakning vid gränsen mot Ryssland utförs av den norska armén genom Garnisonen i Sør-Varanger. Militär och civil gränsövervakning av norskt terroritorialvatten, norsk ekonomisk zon och norsk fiskeskyddzon sker genom den norska kustbevakningen, Kystvakten.
Gränskontroller infördes år 2015 som en följd av migrationskrisen i Europa. I maj 2017 förlängdes gränskontrollerna i ytterligare sex månader.

## Spanien

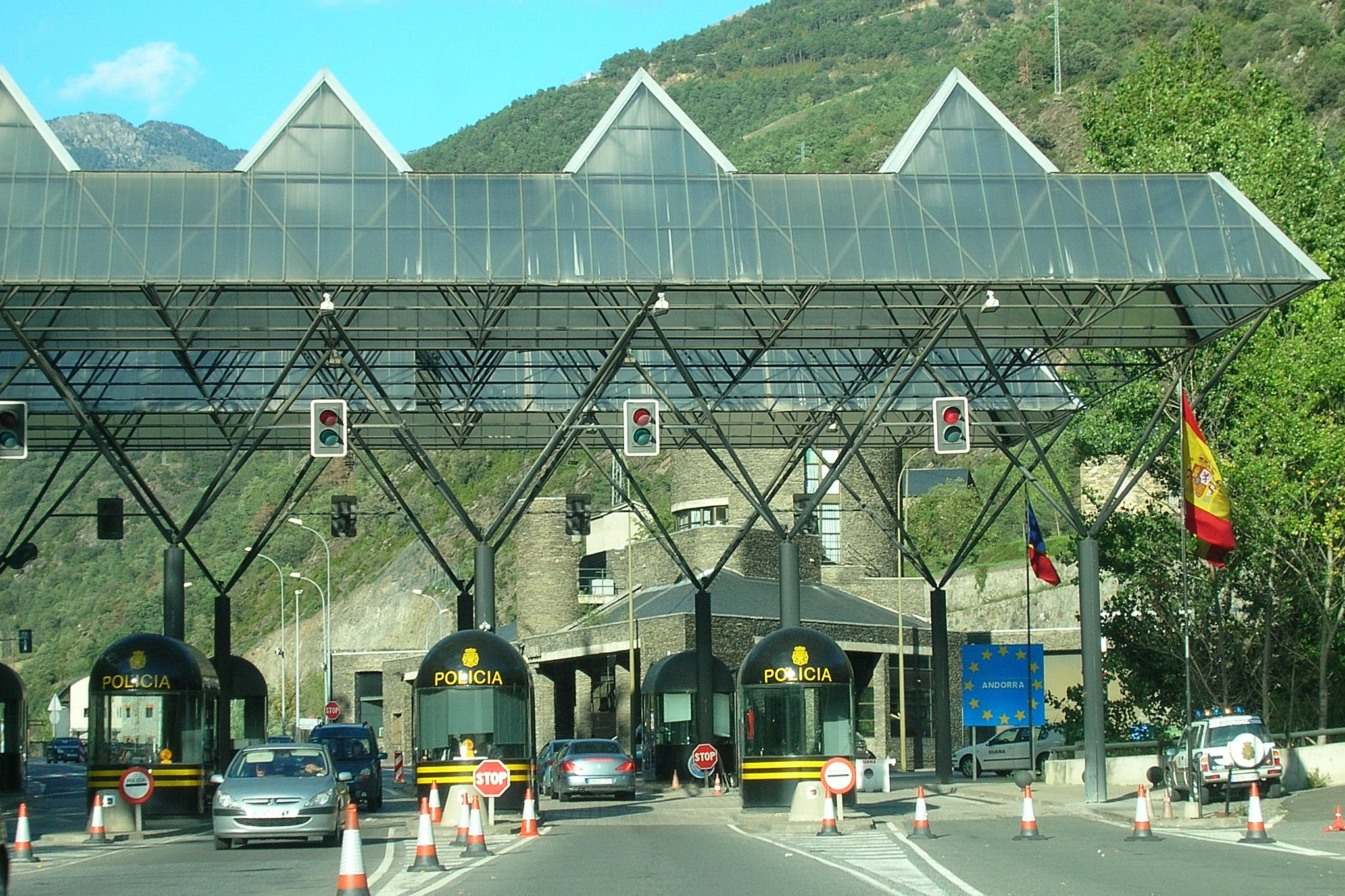
Spanskt gränsövergångsställe.

- Den civila nationella polisen, Policía Nacional, ansvarar för övervakningen av utlänningar, gränskontroll av personer och gränsövervakning på gränsövergångsställen i hamnar, på flygplatser och vid landgränserna.
- Den paramilitära polisen, Guardia Civil, ansvarar för gränsövervakningen i områden mellan gränsövergångsställena och deltar i tullövervakningen.
- Tullkontrollen sköts av det spanska tullverket, La Aduana Española.[4]
- Ansvaret för tullövervakningen till sjöss har det spanska tullverkets kustbevakning, Servicio de Vigilancia Aduanera.[5]

## Storbritannien
Sedan 2008 finns en integrerad gränsmyndighet, UK Border Agency, som utför de uppdrag som tidigare åvilade invandrarverket (Border and Immigration Agency), tullmyndighetens gränskontroll (Her Majesty's Revenue & Customs) samt viseringsmyndigheten (UK Visa Services).

## Sverige

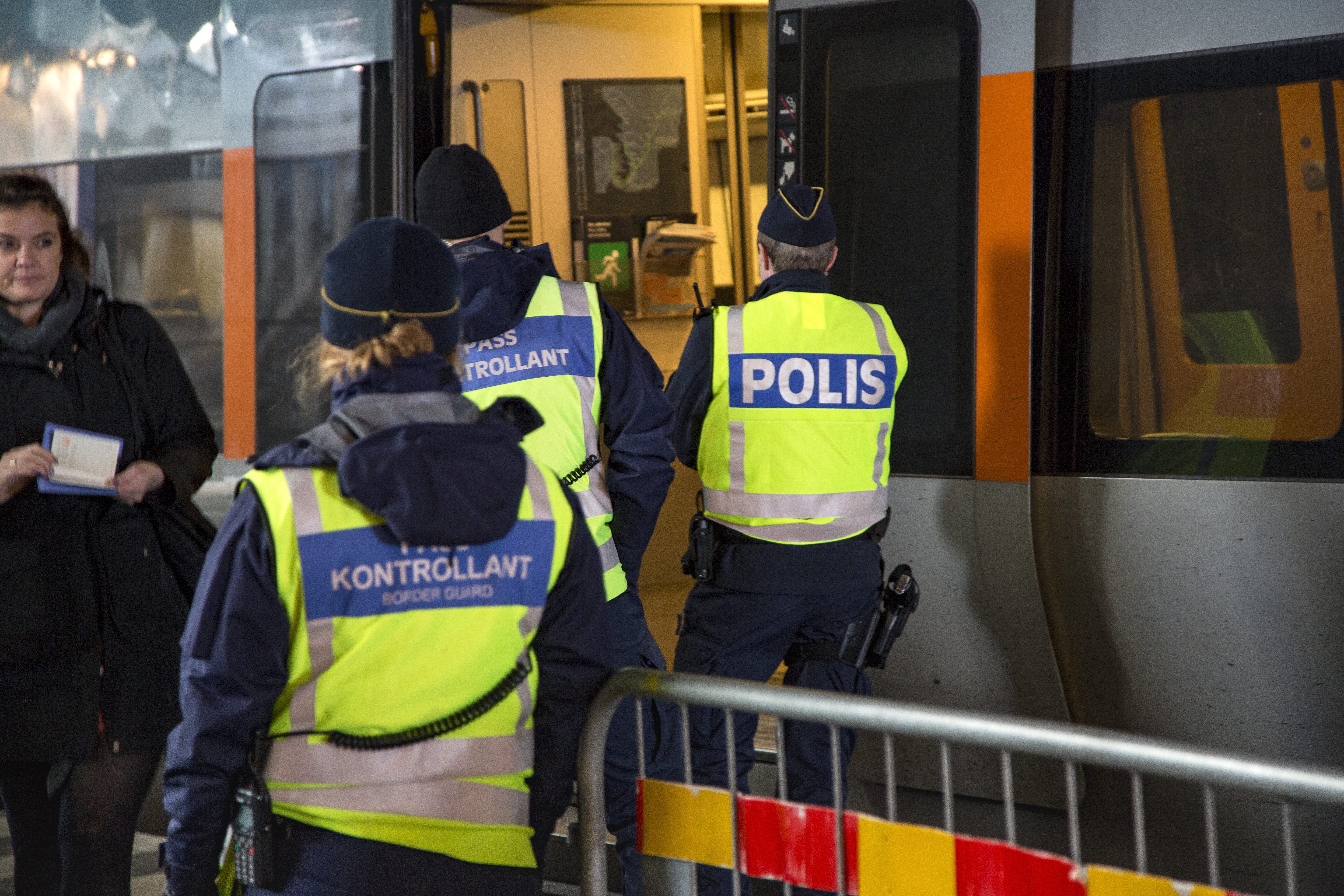
Den svenska inre gränskontrollen vid järnvägsstationen i Hyllie 2017, med polis och civilanställda passkontrollanter.

- Passkontroll (personkontroll) ansvarar Polismyndigheterna för och på vattnet, genom särskild förordning, även Kustbevakningen.
- Tullkontroll (varor och smuggling) sker av Tullverket och på vattnet Kustbevakningen.
- Immigration, asyl, uppehållstillstånd sköts och beslutas av Migrationsverket (gäller endast utanför Norden).

Eftersom Sverige är medlem i Europeiska unionen och deltar i Schengensamarbetet får inte polisen genomföra passkontroll på inresande eller utresande från dessa länder (annat än beslutat av regeringen vid särskilda situationer). De kan däremot vid trafikkontroller kräva att få veta personers medborgarskap och identitet. Samma sak gäller tullkontroll men då får Tullverket genomföra kontroll direkt i gränsen men bara ta in på kontroll vid misstanke om tullbrott eller smugglingsbrott.  
Medborgare från andra EU- och Schengenstater får vistas i Sverige upp till tre månader om de innehar en giltig resehandling. För längre vistelser krävs att personen i fråga är anställd eller egenföretagare i landet eller har tillräckliga medel för att försörja sig själv och sin familj.
Den 12 november 2015, efter ett snabbt ökat och intensivt asyltryck införde Sverige tillfälliga inre gränskontroller motiverat, av statsminister Stefan Löfven, i första hand av ett ökat terrorhot.

## USA

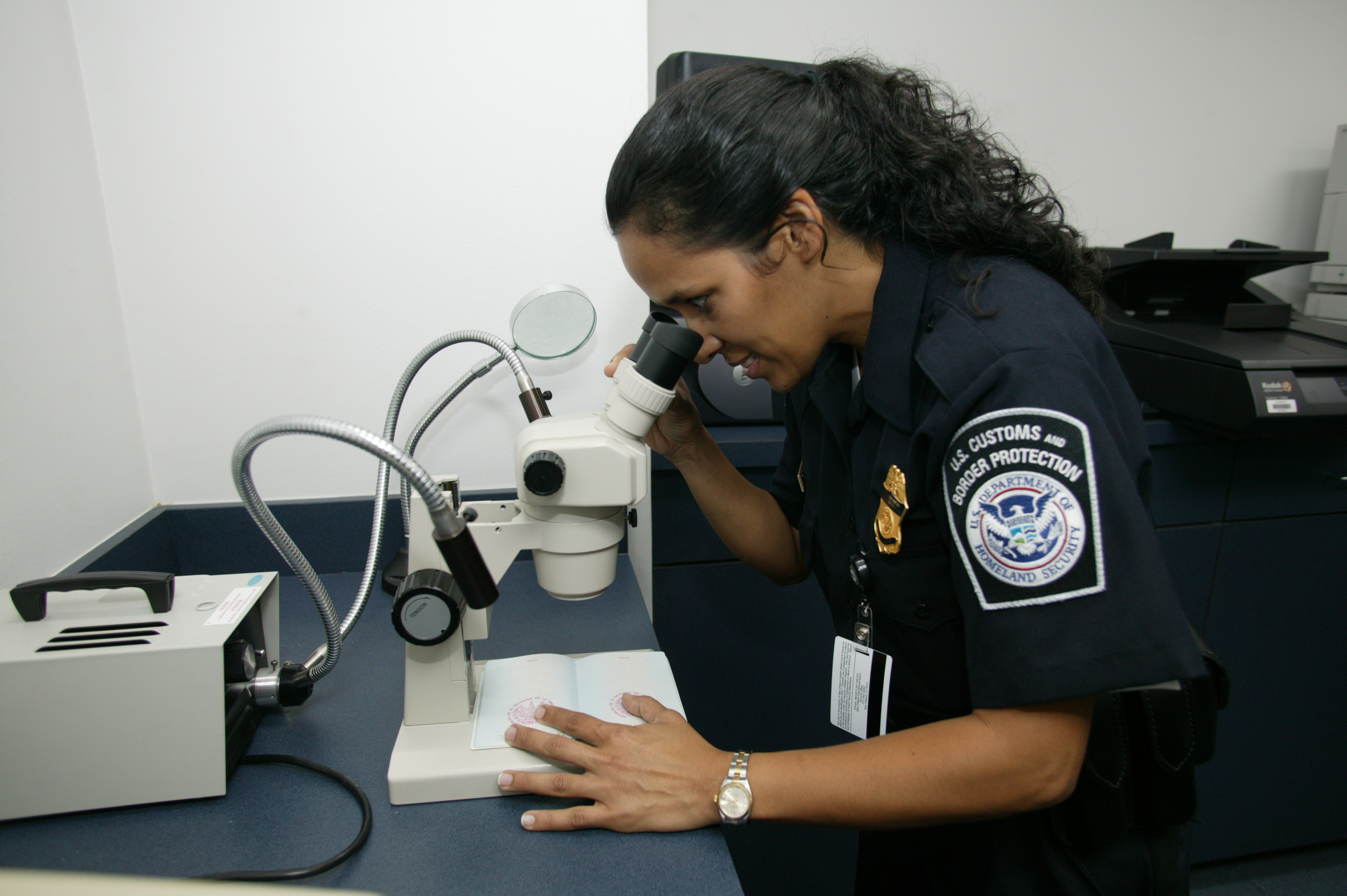
Tjänsteman från den amerikanska gräns- och tullbevakningen (United States Customs and Border Protection) genomför autenticitetskontroll av resedokument 2004.

Sedan den amerikanska gränsbevakningen och tullmyndigheten underställts USA:s departement för inrikes säkerhet, skapades 2003 två nya integrerade myndigheter, dels U.S. Customs and Border Protection dels Immigration and Customs Enforcement.
- U.S. Customs and Border Protection är USA:s integrerade gränsbevakningsmyndighet, med ansvar för både territoriell och fiskal gränskontroll och gränsövervakning.[8]

- Immigration and Customs Enforcement är USA:s integrerade migrations- och tullkriminal, med ansvar för att bekämpa illegal invandring och smuggling genom spaning, utredning och förundersökning innanför statsgränserna.[9]